# Canon FX
Le Canon FX est un appareil photographique reflex mono-objectif 35 mm fabriqué par Canon au Japon et lancé en avril 1964. Il a introduit la monture Canon FL, le successeur de la monture Canon R.
L'appareil possède un posemètre intégré utilisant une cellule photoélectrique au CdS montée sur le côté gauche du boîtier (vu côté photographe) ; contrairement aux appareils suivants, il ne mesure pas l'exposition à travers l'objectif (TTL). Un levier permettait de choisir entre une sensibilité faible pour les sujets lumineux (EV 9–18) et une sensibilité élevée pour les sujets sombres (EV 1-10) (à 100 ISO). Les sensibilités de film supportées sont comprises entre 10 et 800 ISO.
L'obturateur est un obturateur plan focal à défilement horizontal supportant des vitesses comprises entre 1/1000 et 1 seconde en incréments d'un stop, sélectionnées par un commutateur situé sur la face supérieure, côté droit du photographe. La vitesse X-sync du flash est de 1/55 seconde ; le raccordement du flash utilise un connecteur PC (en) situé sur la face avant du boîtier.
Le viseur utilise un pentaprisme en verre qui donne une couverture verticale de 90 % et une couverture horizontale de 93 %, avec un grossissement de 0.9× (avec un objectif standard 50 mm).
Le FX était disponible avec des parties métalliques argentées ou noires. Evidemment, bien qu'il puisse y en avoir quelques-uns égarés dans des placards et recoins, on ne connaissait néanmoins que deux exemplaires entièrement noirs jusqu'en novembre 2014. Il en existe désormais au moins trois, deux appartiennent à un collectionneur privé en Pennsylvanie aux USA et un autre à un collectionneur privé à Koromilia, Kilkis en Grèce.